# Epitaph für Gregor Matern

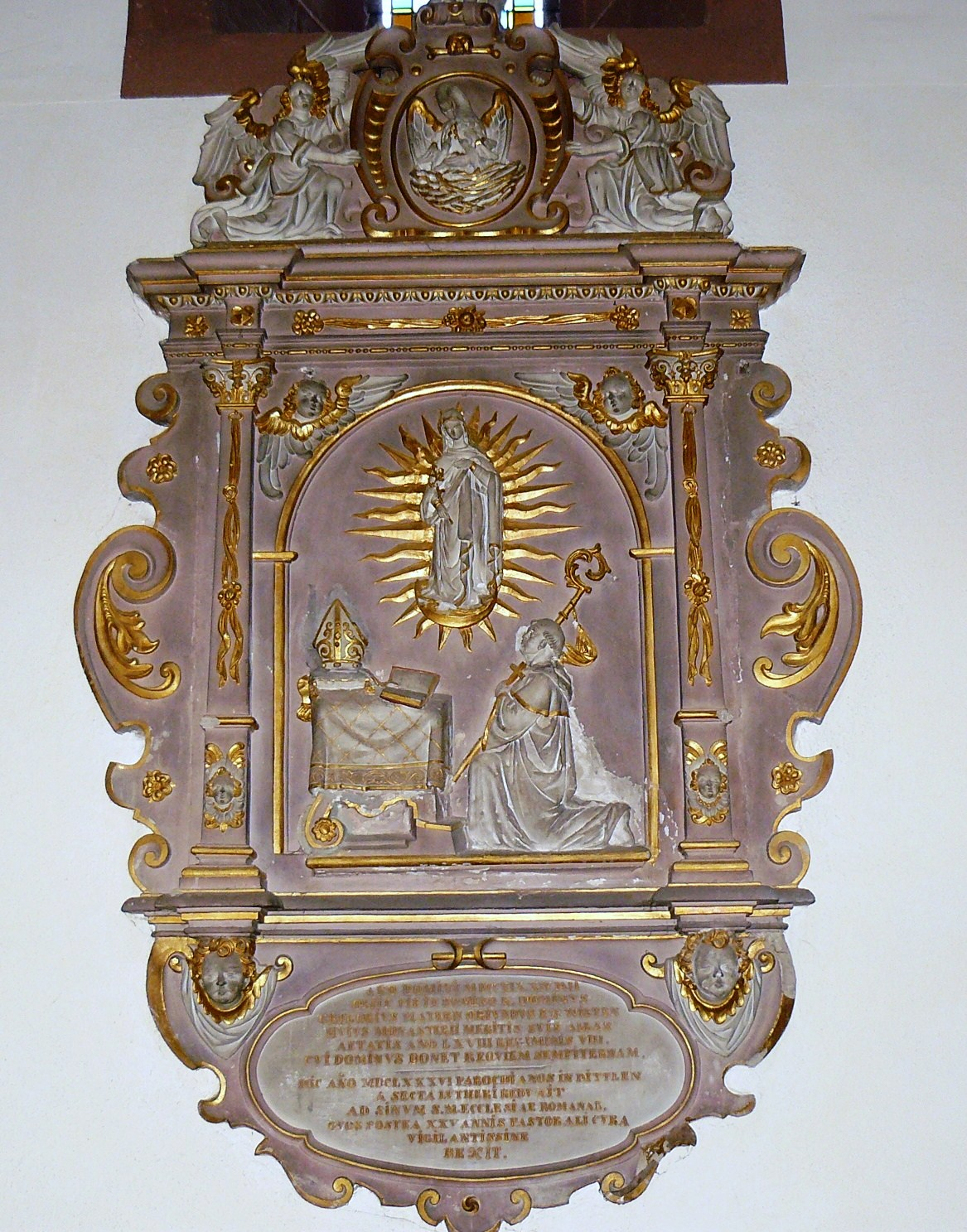
Epitaph für Gregor Matern in Altorf

Das Epitaph für Gregor Matern, Abt des Klosters in Altorf, einer französischen Gemeinde im Département Bas-Rhin der Region Grand Est (bis 2015 Elsass), befindet sich in der ehemaligen Klosterkirche St-Cyriaque. Im Jahr 1987 wurde das barocke Epitaph als Monument historique in die Liste der geschützten Objekte (Base Palissy) in Frankreich aufgenommen.
Gregor Matern (* 1651 in Willgottheim; † 1719) war ab 1711 der 43. Abt des Klosters. Zuvor versah er ab 1686 das Pfarramt in Düttlenheim, das vorher lutherisch gewesen war. Das 3,25 Meter hohe Epitaph aus Sandstein wurde 1719 in einer unbekannten Werkstatt geschaffen.
In der Mitte ist Gregor Matern mit dem Abtsstab, vor einer Mondsichelmadonna kniend, dargestellt. Auf dem Gebetsstuhl vor ihm liegt seine Mitra und ein aufgeschlagenes Buch. Den oberen Abschluss bildet ein segnender Christus, der auf einer von Engeln gehaltenen Kartusche steht, die ein Relief mit einem Pelikan, der seine Jungen mit seinem Blut füttert, zeigt.
Den unteren Abschluss bildet folgende Inschrift:
ANNO DOMINI M DCCXIX. XIV MAII / OBIIT PIE IN DOMINO R[EVERENDVS] DOMINVS / GREGORIVS MATERN ORIVNDVS EX WILTEN / HVIVS MONASTERII MERITIS SVIS ABBAS / AETATIS AN[N]O L X VIII REGIMINIS VIII. / CVI DOMINVS DONET REQVIEM SEMPITERNAM. / HIC ANNO MDCLXXXVI PAROCHIANOS IN DITTLEN / A SECTA LVTHERI REDVXIT / AD SINVM S[ANCTAE] M[ATRIS] ECCLESIAE ROMANAE, / QVOS POSTEA XXV ANNIS PASTORALI CVRA / VIGILANTISSINE / REXIT.
„Im Jahr des Herrn 1719, am 14. Mai, entschlief fromm im Herrn der hochwürdige Herr Gregor Matern, herstammend aus Wilten (= Willgottheim), verdientermaßen Abt dieses Klosters, im 68. Lebensjahr, im 8. seiner Amtszeit. Ihm gebe der Herr die ewige Ruhe. Dieser führte im Jahr 1686 die Pfarrangehörigen in Dittlen (= Düttlenheim) von der Sekte Luthers in den Schoß der heiligen Mutter, der römischen Kirche, zurück; danach leitete er sie 25 Jahre mit Hirtensorge höchst wachsam.“